# Castanopsis fargesii
Castanopsis fargesii là một loài thực vật có hoa trong họ Fagaceae. Loài này được Franch. mô tả khoa học đầu tiên năm 1899.